# Saessolsheim
Saessolsheim je občina v departmaju Bas-Rhin francoske regije Alzacija.
Leta 1990 je v občini živelo 410 oseb oz. 63 oseb/km².